# Галеран Бретонский
«Галера́н Брето́нский» (фр. Galeran de Bretagne) — французский рыцарский роман, приписываемый Жану Ренару.
Основная фабула произведения повторяет «Лэ о Ясене» Марии Французской.
Начинается роман в духе фаблио. Сплетница мадам Жант распускает слухи о легкомысленном поведении одной своей соседки, родившей двух близнецов, что является признаком супружеской измены. Однако сама мадам Жант производит вскоре на свет двух девочек. Мать решает скрыть ото всех свой мнимый грех и подбросить одного из детей куда-нибудь в надёжное место. Верный слуга Гале увозит новорожденную и оставляет колыбель с младенцем под ясенем, близ монастыря Босежур. Монахини находят малютку, берут её на воспитание и дают ей имя Френ (фр. Fresne — Ясень).
Настоятельница монастыря, Эрминия, проникается к ребёнку жалостью, но по прошествии лет не хочет допустить брака своего племянника, воспитанного в том же монастыре, графского сына Галерана, и безродного подкидыша. Галерана она отправляет в его владения, а Френ замышляет постричь в монахини, но девушка покидает монастырь.
Френ находит возлюбленного, который уже готовится к свадьбе на Флёри, родной сестре Френ, обретает родителей, семью и достойное положение в обществе.